# Akeem Garcia
Akeem Garcia est un footballeur international trinidadien né le 9 novembre 1996 à Chaguanas. Il joue au poste d'ailier droit.

## Biographie
Akeem Garcia signe son premier contrat professionnel à dix-sept ans avec le San Juan Jabloteh.
Le 28 octobre 2022, il annonce prendre une pause dans sa carrière professionnelle afin d'évoluer dans un rôle d'entraîneur au sein d'un club de la région d'Halifax en Nouvelle-Écosse.

## Palmarès
North East Stars
- Champion de Trinité-et-Tobago en 2017.